# به خانه کوئه خوش آمدید
 به خانه کوئه خوش آمدید، یک برنامه تلویزیونی فرانسوی است که هر چهارشنبه شب در ساعت ۲۳:۱۵ به وقت فرانسه در کانال NRJ 12 به مجریگری سباستین کوئه پخش می‌شود. سه قسمت اول این برنامه در ۱۹ نوامبر ۲۰۱۱ شروع شد و این فصل به ۳ قسمت تقسیم شده است.
اولین فصل از ۱۹ نوامبر تا ۳ اکتبر طول کشید. دومین فصل برنامه از ۳ اکتبر ۲۰۱۱ تا ۲۵ آوریل ۲۰۱۲ و آخرین فصل از ۲۵ آوریل  شروع و تا آخر فصل  به طول انجامید. فصل دوم در چهارشنبه ۳ اکتبر ۲۰۱۲ شروع شد.

## درباره برنامه
هر هفته، کوئه  در آپارتمانش  را به روی شما باز می‌کند. در منزلش او پذیرای افراد مشهور جامعه مانند هنرمندان  می‌شود.